# Хортон, Джордж
Джордж Хортон (англ. George Horton, 11 октября 1859 г. — 1936 г.) — американский дипломат, писатель, поэт и критик ислама.

## Биография
Джордж Хортон родился 11 октября 1859 г. в городке Фэрвилль (или Фэрвью) штата Нью-Йорк.
Хортон глубоко изучил как греческий, так и латинский языки. Он перевел стихи Сапфо на английский язык, написал пояснения к Священному Писанию.
Хортон также написал несколько романов, был известным корреспондентом в Чикаго и был членом так называемого Чикагского Возрождения.

## Журналист
Хортон начал свою журналистскую карьеру как литературный обозреватель газеты Chicago Times-Herald (1899—1901), затем работал директором редакции литературного приложения Chicago American (1901—1903).

## Дипломат
Хортон стал членом американского дипломатического корпуса и служил консулом, первоначально в Греции (1893—1898 гг. и 1905—1906 гг.).
Хортон любил Грецию, активно участвовал в возрождении Олимпийских игр и был инициатором участия команды США в Первой Олимпиаде современности.
Будучи консулом в Греции, Хортон написал лирический «Путеводитель для посетителя Афин» и стохастическое описание своего пребывания в Арголиде.
Затем Хортон был послан консулом в находившийся ещё под османским контролем город Фессалоники (1910—1911 гг.), после чего Хортон был послан консулом в город Смирна (Измир). На этом посту он оставался до 1917 г., когда США разорвали дипломатические отношения с Османской империей, в ходе Первой мировой войны.
Хортон вернулся в Смирну и был здесь консулом США с 1919 г. по 1922 г., когда город был занят греческими войсками .
Когда 13 сентября 1922 г. в Смирну вошли кемалистские войска и жгли греческие и армянский кварталы, Хортон оставался в городе подписывая документы для тех из жителей, кто находился под защитой США, переправляя их в Пирей.
С его разрешения, многие греческие пароходы и парусники, под американским флагом, вошли в порты малоазийского побережья, спасая коренное христианское население от турецкой резни.
Как знак признания его вклада в спасении тысяч своих соотечественников, муниципалитет Новой Смирны, Афины установил его бюст в парке перед культурным центром «Очаг Смирны»

## Бич Азии
Сегодня Хортон более всего известен своей книгой «Бич Азии», в которой говорится о Резне в Смирне 1922 года.
Книга была издана в 1926 г. под названием «Бич Азии» (The Blight of Asia) и в ней Хортон, без обиняков, обвиняет турок и ислам в варварстве, поджоге и разрушении этого христианского, в своем большинстве, города. Согласно James L. Marketos, Хортон хотел своей книгой подчеркнуть четыре важных момента:
1. Приводя факты, показать, что разрушение Смирны было «последним актом последовательного истребления христианского населения на всей территории бывшей Византийской империи».
2. Что пожар Смирны был организован регулярной турецкой армией с «твердым намерением, системой и вниманием к деталям».
3. Указать на то, что Союзники поставили самым бесстыжим образом свои политические и экономические интересы выше судьбы христианского населения Малой Азии, допустив разрушение Смирны и резню «без единого слова протеста, ни от одного правительства цивилизованной страны».
4. Наконец, объяснить западным христианским миссионерам, что они заблуждаются, если верят в прогресс своей миссионерской деятельности в мусульманском мире.

Хортон заканчивает свою книгу следующей фразой: «Турки не заслужат доверие и уважение цивилизованного мира, пока не покаются искренне в своих преступлениях и не расплатятся за них в той мере, в какой это возможно».
К моменту издания книги, Джордж Хортон подал в отставку и ушел из дипломатического корпуса.

## Труды Хортона
- «Songs of the Lowly» (Песни скромных), 1891
- «In Unknown Seas» (В неизвестных морях), 1895
- «Afroessa» (от греч. Пенная), 1897
- «Modern Athens» (Современные Афины), 1901
- «The Blight of Asia» (Бич Азии), 1926
- «Poems of an exile» (Стихи из ссылки), 1931